# Beichlingen (Adelsgeschlechter)

Wappenschild der Grafen von Beichlingen

Die Grafen von Beichlingen waren ein thüringisches Adelsgeschlecht, das  seinen Stammsitz auf dem Schloss Beichlingen hatte; 1519 verkauften sie ihre Grafschaft an die Familie von Werthern und 1567 sind sie erloschen.
Im Jahre 1700 erhielt eine Familie aus Kölleda den Reichsgrafenstand verliehen, erlosch aber bereits in zweiter Generation 1735.

## Geschichte

### Die Grafen von Beichlingen

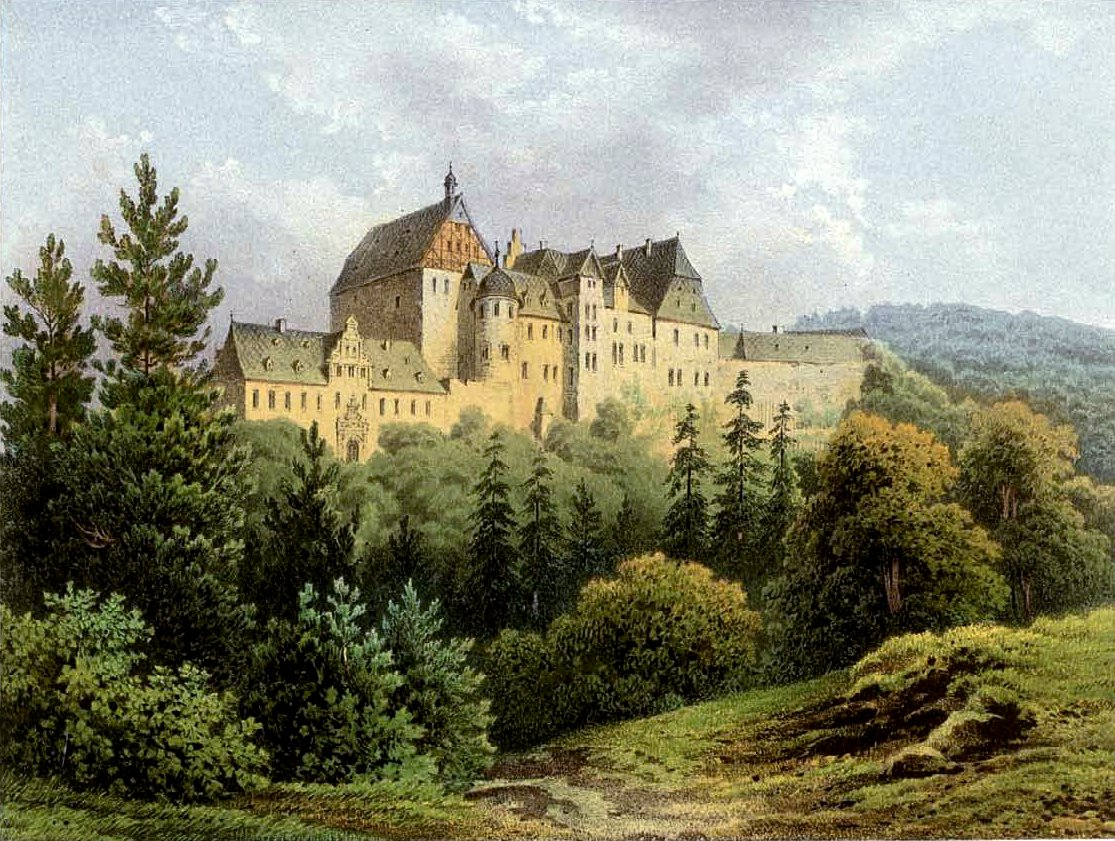
Der Stammsitz Burg Beichlingen, 1519 an die Familie von Werthern verkauft und von dieser erweitert.

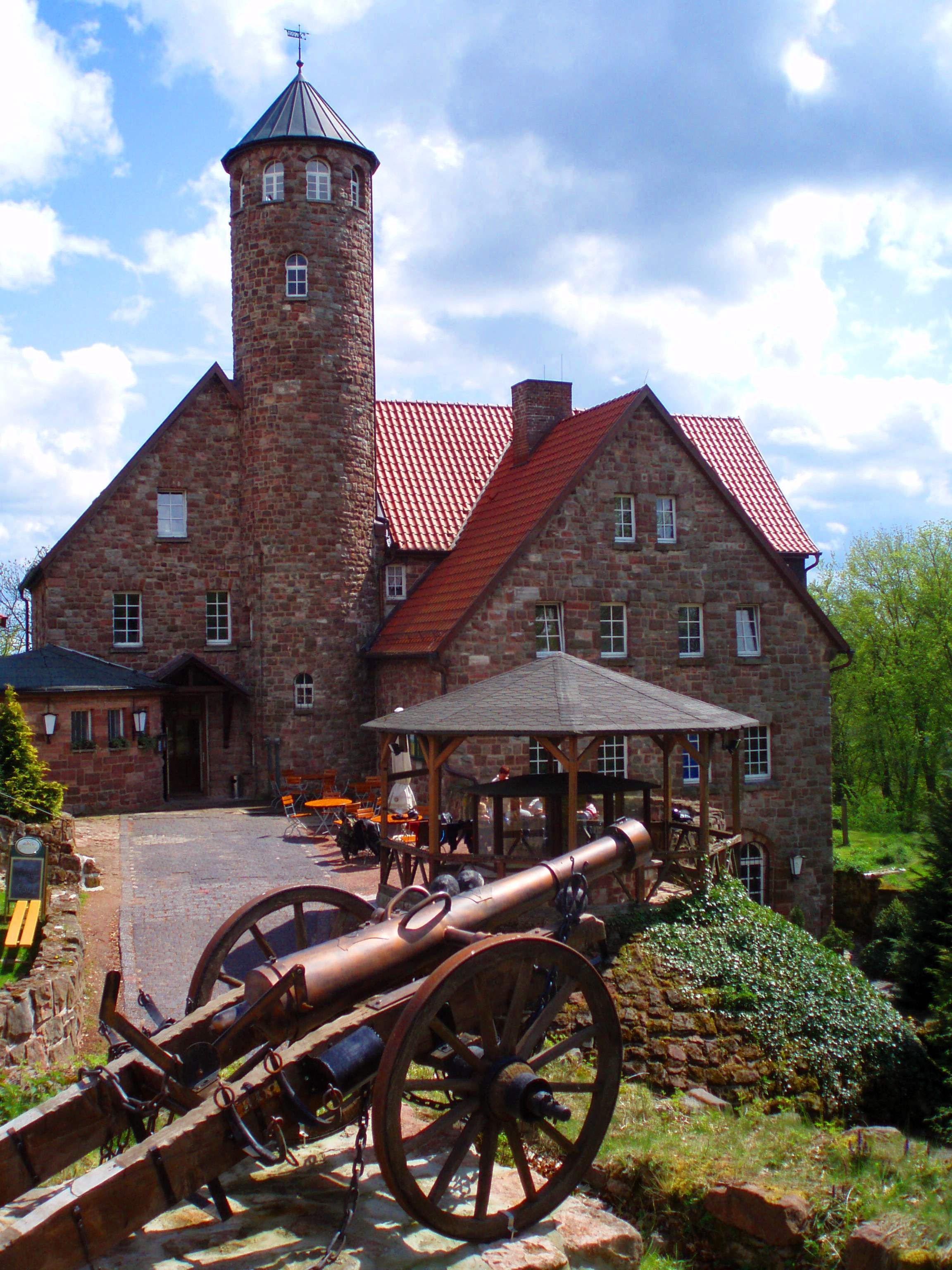
Die Krayenburg, von 1516 bis 1567 letzter Wohnsitz der Beichlinger Grafen

Thietmar von Merseburg erwähnte 1014 erstmals eine Reinhilde von Beichlingen, vermutlich eine Tochter des Sachsenherzogs Hermann Billung. Danach klafft eine Lücke; der Beichlinger Besitz scheint dann an Otto I. von Weimar, Markgraf von Meißen, gekommen zu sein, denn seine Tochter Kunigunde von Weimar-Orlamünde († um 1117) erhielt ihn als Mitgift. In erster Ehe heiratete sie einen Fürsten aus dem Haus der Rurikiden, vermutlich Jaropolk von Wladimir und Turow, in zweiter Ehe um 1088 Kuno von Northeim aus dem Hause der Grafen von Northeim, Sohn des Herzogs Otto von Bayern. Kuno nannte sich sodann Graf von Beichlingen, wurde jedoch 1103 ermordet. Nicht seine vier  Töchter, sondern eine vermutete Tochter Kunigundes aus erster Ehe, Mechthilde, erbte dann Beichlingen. Kunigunde hatte im Jahr 1089 das Benediktinerkloster Oldisleben als Grablege der Beichlinger Grafen gegründet.
Mechthilde heiratete in erster Ehe einen Grafen Günther, wohl einen Käfernburger. Ein Graf Friedrich von Beichlingen, dessen Herkunft nicht nachgewiesen ist, wird als Sohn der Mechthilde und des Grafen Günther betrachtet. Graf Friedrich von Beichlingen hat später seinen Anteil an der Giechburg mit anderen Gütern im Radenzgau, die durch seine Mutter an ihn gekommen sind, an den (von 1146 bis 1170 amtierenden) Bischof Eberhard von Bamberg verkauft. Friedrich von Beichlingen begründete mit seiner Gemahlin Hilenburg, einer Tochter des Grafen Ernst von Gleichen, die Familie der Grafen von Beichlingen.
Die Grafen von Beichlingen bilden damit wahrscheinlich, wie auch die Käfernburger und die Grafen von Schwarzburg, eine Linie der Sizzonen. Die Beichlinger hatten große Gebiete an der Hainleite, am Kyffhäuser, im Südharz sowie in der Goldenen Aue im Besitz. Kölleda, Kelbra und Brücken gehörten zum frühen Besitz der Beichlinger. Albrecht von Beichlingen († 1371) war Weihbischof in Erfurt. Ab Mitte des 14. Jahrhunderts verloren die Grafen von Beichlingen an Einfluss; so verkauften sie um 1330 Schloss Heringen.
Im Jahre 1516 kaufte Graf Adam von Beichlingen die Krayenburg. Im Jahre 1519 verkaufte er schuldenhalber die gesamte Grafschaft Beichlingen und das Stammschloss der Familie an den Ritter und Reichserbkammertürhüter Hans von Werthern auf Wiehe, dessen Familie bis 1945 dort ansässig blieb. Als letzten Wohnsitz hatten die Grafen von Beichlingen sodann bis 1567 die Krayenburg und das Schloss Gebesee als sächsische Lehen inne. Da die sieben Söhne des Grafen Adam von Beichlingen kinderlos blieben, erlosch mit dem Tod des letzten, Bartholomäus Friedrich († 1567), das Geschlecht der Grafen von Beichlingen in männlicher Linie.

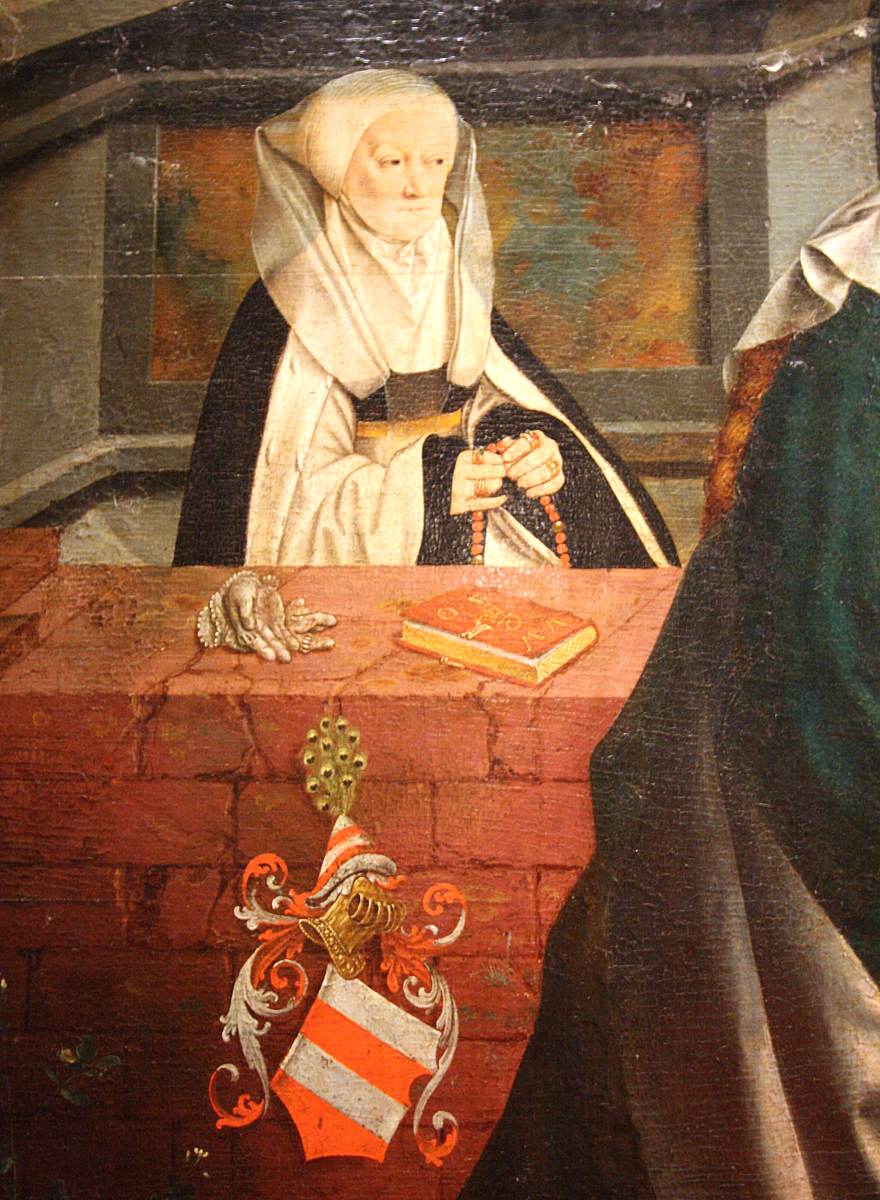
Margarete von Beichlingen, ab 1525 Fürstäbtissin von Essen, auf dem von ihr in Auftrag gegebenen Altarbild

#### Bekannte Namensträger
- Kuno von Beichlingen (1050/60–1103)
- Helene von Beichlingen (1360–1393), geborene Burggräfin von Meißen
- Busso von Beichlingen († 1452), Domherr
- Friedrich III. von Beichlingen († 1464), Erzbischof von Magdeburg
- Adam von Beichlingen (1460–1538)
- Margareta von Beichlingen († 1534), ab 1525 Fürstäbtissin des Frauenstifts Essen
- Bartholomäus Friedrich von Beichlingen († 1567), Domherr

#### Wappen
Blasonierung: Auf Rot zwei silberne Querbalken oder viermal von Rot und Weiß geteilt. Auf dem gekrönten Helm mit Rot-Silbernen Decken, ein hoher spitzer, wie der Schild gezeichneter und tingierter Hut, der mit einem Pfauenspiegel besteckt ist oder fünf Spickeln wie den Schild tingiert.

### Die Beichlingen aus Kölleda
An die lange Tradition der ausgestorbenen Grafen von Beichlingen knüpfte eine aus Kölleda stammende landadlige Familie an, die Ende des 16. Jahrhunderts auch ein Gut in Ostramondra besaß und im 17. Jahrhundert versuchte, ihre Herkunft von diesem Grafengeschlecht abzuleiten. Gottfried Hermann von Beichlingen (1638–1703), der 1671 durch Eheschließung mit Perpetua Margaretha von Lüttichau die Gutsherrschaften Zschorna und Dallwitz erworben hatte, ließ sich 1700 von Kaiser Leopold eine entsprechende Abstammung bestätigen und den Grafenstand „erneuern“.
Sein Sohn Wolf Dietrich von Beichlingen war Großkanzler und Oberhofmarschall des Kurfürsten Friedrich August I. von Sachsen und gehörte zu den größten Grundbesitzern Kursachsens, unter anderem als Herr der Standesherrschaft Hoyerswerda und des 15 Kilometer südwestlich von Schloss Hoyerswerda gelegenen Gutes Bernsdorf. Er ließ 1712–15 das Palais Beichlingen in Dresden erbauen. 
Auf dem Friedhof der ehemaligen Klosterkirche St. Johannes zu Kölleda befinden sich Rokoko-Grabsteine der Beichlinger Grafen.
Siehe auch: Beichlingscher Ordenstaler

#### Bekannte Namensträger
- Gottfried Hermann von Beichlingen (1638–1703), kursächsischer Geheimer Rat und Konsistorialpräsident sowie Oberhofrichter
- Wolf Dietrich von Beichlingen (1665–1725), kursächsischer Großkanzler, Sohn des Vorigen